# Butyl cyanoacrylate
Butyl 2-cyanoacrylate
2-Cyano-2-propenoic acid n-butyl ester
n-Butyl 2-cyanoacrylate
n-BCA
NBCA
n-Butyl alpha-cyanoacrylate
Enbucrilate (INN)Nhận dạngSố CAS6606-65-1ChEMBL2104251Ảnh Jmol-3DảnhSMILES
- N#CC(=C)C(=O)OCCCC

InChI
- 1/C8H11NO2/c1-3-4-5-11-8(10)7(2)6-9/h2-5H2,1H3

UNIIF8CEP82QNPThuộc tínhKhối lượng riêng1.4430Điểm nóng chảy  Điểm sôi 83 đến 84 °C (356 đến 357 K; 181 đến 183 °F) at 3 mmHgCác nguy hiểmĐiểm bắt lửa>

n-butyl cyanoacrylate (n-BCA, NBCA), một este cyanoacrylate, là este butyl axit 2-cyano-2-propenoic. Đó là một chất lỏng không màu với mùi mẫn mạnh, khó chịu. Nó không hòa tan trong nước. Nó được sử dụng chính như là thành phần chính của keo y tế cyanoacrylate. Có thể gặp phải dưới các tên thương mại khác nhau, ví dụ: MediBond, MediCryl, PeriAcryl, GluStitch, Xoin, Gesika, VetGlu, Vetbond, LiquiVet, Indermil, LiquiBand, Histoacryl, IFabond và những tên khác. Tên bản quyền chung (INN) cho NBCA không có hiệu lực.
Trong các ứng dụng y tế và thú y, NBCA, isobutyl cyanoacrylate, và octyl cyanoacrylate thường được sử dụng. Chúng là vi khuẩn và việc sử dụng chúng thường không đau. Este Butyl cung cấp liên kết mạnh mẽ hơn, nhưng cứng hơn. Este Octyl, trong khi cung cấp liên kết yếu hơn, linh hoạt hơn. Các hỗn hợp của octyl cyanoacrylate và n-butyl cyanoacrylate có sẵn (như GLUture) có tính linh hoạt và liên kết chặt chẽ. n-Butyl cyanoacrylate cũng được sử dụng để làm thuyên tắc các dị tật động mạch vành trước khi điều trị phẫu thuật.
NBCA hòa tan trong aceton, methyl ethyl ketone, nitromethane, và methylene chloride.
NBCA trong monomer dạng polymer hóa nhanh chóng với sự có mặt của các chất ion như độ ẩm, máu hoặc chất lỏng mô.
NBCA có đặc tính duy nhất so với các cyanoacrylates khác như octyl cyanoacrylate hoặc isoamyl cyanoacrylate. Dạng polyme hóa có độ bền kéo tuyệt vời và rất hiệu quả trong việc đóng các vết mổ hoặc vết mổ.
 Việc đóng vết thương hoặc cắt nhanh (khoảng 30 đến 45 giây) và sản phẩm có một số đặc tính vi khuẩn có giá trị. Kết quả mỹ phẩm của việc đóng vết thương có thể so sánh được hoặc nói chung là tốt hơn so với chất thay thế khâu tương đương với ít sẹo có thể nhìn thấy được sau ba đến sáu tháng.
Cũng rất quan trọng là tính chất suy thoái của NBCA được trùng hợp trong cơ thể. Đặc tính này của NBCA đã làm cho nó trở thành một polyme rất hữu ích để tạo ra các hạt nano khác nhau và để phân phối các thuốc vào cơ thể với các hồ sơ giải phóng kéo dài.
Đun ở nhiệt độ cao hơn sẽ gây ra sự phân huỷ và phân huỷ của keo đã xử lý, tạo ra các sản phẩm khí gây kích ứng mạnh cho phổi và mắt.

## Ứng dụng y tế
Các ứng dụng y tế của butyl cyanoacrylate bao gồm việc sử dụng nó như một chất kết dính cho vết rách của da, và trong điều trị chảy máu từ cấu trúc mạch. Butyl cyanoacrylate đã được sử dụng để điều trị các dị tật động mạch  bằng cách áp dụng keo vào những chỗ bất thường thông qua chụp mạch.
Trong dạ dày-ruột, butyl cyanoacrylate được dùng để điều trị chảy máu dạ dày, đó là các tĩnh mạch giãn, xảy ra trong quá trình xơ gan hoặc huyết khối của tĩnh mạch lách. Các varices dạ dày được truy cập bằng nội soi, trong đó sử dụng một máy ảnh sợi quang linh hoạt để vào dạ dày. Chúng được tiêm một ống thông catheter chèn vào varix qua nội soi. Các vị trí khác của varices, bao gồm varices thực quản, varices tá tràng và varices đại tràng. Các tĩnh mạch dạ dày cũng đã được xoá bỏ với điều trị chích tái phát với butyl cyanoacrylate.